# Marco (serie de televisión española)
Marco, la historia de un niño fue una miniserie española que adapta los dibujos animados Marco a una historia moderna. Estuvo dirigida por Félix Viscarret y protagonizada por Sergi Méndez, Juan y Raúl del Pozo, Ernesto Alterio, Carla Díaz, Meri Rodríguez, Mercedes Sampietro y Álvaro de Luna.
La ficción, producida por Bambú Producciones, es una adaptación libre y en acción real del anime del mismo nombre, reemitido con éxito por varias cadenas de televisión española durante los años 70, 80 y 90. Esta versión animada, a su vez, es una adaptación de la novela Corazón del escritor italiano Edmondo de Amicis.

## Sinopsis
Marco (Sergi Méndez) y Lucas (Juan y Raúl del Pozo) son dos niños que viven en un pueblo de Italia. Su madre Ana (Ariadna Gil) tiene que abandonar el pueblo para darles una vida mejor. Marco y Lucas se quedan con sus vecinos Andrés (Álvaro de Luna) y Clara (Mercedes Sampietro) hasta que deciden ir en busca de su madre a Argentina. Un asistente social llamado Carlos (Ernesto Alterio) irá a buscarlos para llevárselos con ellos. Marco y Lucas conocerán a una pequeña ladrona, Lala (Carla Díaz) que les ayudará a escapar de Carlos.
Narra el viaje de Marco cruzando el mar de Italia a Argentina.

## Reparto
- Sergi Méndez como Marco Corral Rodríguez; Pepino en la versión latinoamericana.
- Carla Díaz como Lala, novia de Marco y amiga de Lucas.
- Juan y Raúl del Pozo como Lucas Corral Rodríguez.
- Mercedes Sampietro como Clara, vecina, se encarga de cuidar de Marco y Lucas.
- Álvaro de Luna como Andrés, vecino, se encarga de cuidar de Marco y Lucas.
- Alicia Hermida como Maricarmen.
- Julián Villagrán como Sandor.
- Julia de Castro como Dalila.
- Ernesto Alterio como Carlos Gómez, asistente social que persigue a Marco y a Lucas.
- Meri como María.
- Estefanía de los Santos como Juanota.
- Ariadna Gil como Ana Rodríguez Sabín, madre de Marco y Lucas.
- Julián Villagrán como mago del crucero.
- El Sevilla como mendigo.

## Audiencias
| Parte | Fecha de emisión        | Hora  | Espectadores | Cuota |
| ----- | ----------------------- | ----- | ------------ | ----- |
| 1     | 26 de diciembre de 2011 | 22:00 | 3.439.000    | 17,1% |
| 2     | 2 de enero de 2012      | 22:30 | 2.510.000    | 13,7% |